# Никий (художник)
Никий (др.-греч. Νικίας, IV в. до н. э.) — древнегреческий живописец, живший в Афинах. Его произведения (картины, росписи, надгробные стелы) не сохранились, однако их сюжеты («Ио и Аргус», «Персей и Андромеда») отражены в помпейских и римских росписях. Ввёл в живопись блик.
По одним данным, лучше всего он умел изображать женщин, а по другим, — животных.
Работал вместе с Праксителем, раскрашивал его скульптуры. Известно, что когда Праксителю задали вопрос: «Какие твои статуи больше всего нравятся тебе самому?», то он ответил: «Те, которые расписывал художник Никий».
Открыл, что свинцовый сурик можно использовать в качестве пигмента в красках. Существует легенда, что Никий долгое время ожидал прибытия корабля с острова Родос с грузом свинцовых белил, которые на этом острове изготавливались. Корабль прибыл в афинский порт Пирей, но там вспыхнул пожар и огонь перекинулся на корабли с грузом белил. После того как пожар был потушен, художник поднялся на палубу одного из пострадавших кораблей, в надежде, что груз не погиб полностью и ему удастся найти целый бочонок с крайне необходимой ему краской. В трюме корабля он обнаружил бочки с белилами, которые хотя и сильно обуглились, но не сгорели. Когда их вскрыли, то оказалось, что в них не белая краска, а ярко-красная. Так пожар подсказал способ изготовления новой краски — свинцового сурика.

## Взгляды
Согласно Деметрию Фалерскому, Никий говорил, что в искусстве возвышенное, героическое и значительное должно заменить мелкие сюжеты:
Живописец Никий и то прямо считал не малым моментом живописного искусства, чтобы, взявши значительную материю, не дробить искусство на мелкие вещи, как, например, [вводить] птичек и цветочки, но — [целые] кавалерийские и морские сражения. Тут всякий сможет показать многочисленные фигуры лошадей, то ли бегущих, то ли остановившихся, а ещё иных приседающих, когда многие всадники бросают копья, а многие падают. Никий считал, что и само содержание есть момент живописного искусства, как мифы для поэтов.